# Jenifer (Masters of Horror)
Jenifer, avsnitt 4 i första säsongen av TV-serien Masters of Horror från 2005.

## Handling
Polisen Frank Spivey räddar den unga Jenifer från att bli sönderhackad av en psykopatisk man. Ingen vet var Jenifer kommer ifrån, hon kan inte prata och enligt en psykolog är hon efterbliven. När det visar sig att hon inte har någonstans att ta vägen bjuder Frank hem henne och låter henne sova på soffan tills han hittat ett ställe åt den stackars kvinnan. Men Franks fru uppskattar inte det utan flyr med deras son. Kvar lämnas Frank med denna mystiska kvinna som snart visar sig vara full av skrämmande hemligheter.

## Om avsnittet
Visades första gången i USA den 18 november 2005

## Rollista
- Mark Acheson -  Side Showägare
- Harris Allan - Pete
- Julia Arkos - Ann Wilkerson
- Jeffrey Ballard - Ung Jack
- Laurie Brunetti - Spacey
- Jasmine Chan - Amy
- Kevin Crofton - Hemlös man
- Carrie Fleming - Jenifer
- Jano Frandsen - Hunter
- Cynthia Garris - Rose
- Brenda James - Ruby
- Brad Mooney - Vän
- Beau Starr - Charlie, chef
- Steven Weber - Frank Spivey